# Ушаково (Низовське сільське поселення)
Ушаково (рос. Ушаково) — селище Гур'євського міського округу, Калінінградської області Росії. Входить до складу Низовського сільського поселення.
Населення —  182 особи (2015 рік). 

## Населення
| 1910 | 1933 | 1939 | 2002 | 2010 |
| ---- | ---- | ---- | ---- | ---- |
| 522  | ↗699 | ↗716 | ↘195 | ↘182 |